# Jan Litomiský
Jan Litomiský (* 19. srpna 1943 Praha) je bývalý český disident, signatář Charty 77 a politik, v 90. letech 20. století poslanec České národní rady a Poslanecké sněmovny za Občanské fórum, Křesťanskodemokratickou stranu, později za ODS, v letech 2006–2010 vládní zmocněnec pro lidská práva.

## Biografie
Pocházel z rodiny zemědělců, postižených v 50. letech 20. století konfiskací majetku. V Praze vychodil základní a střední školu. Angažoval se v duchu rodinné tradice v Českobratrské církvi evangelické. V 1. polovině 60. let vystudoval agronomii na Vysoké škole zemědělské v Praze. Pak od roku 1965 nastoupil jako agronom do JZD Vyskytná. V roce 1968 vstoupil pod vlivem Ivana Medka, kterého potkal během studií na setkáním Hudební mládeže, do Československé strany lidové. Po nástupu normalizace ovšem z lidové strany vystoupil roku 1969. V období let 1975–1981 byl agronomem v JZD Horní Cerekev.
Díky kontaktům s Ivanem Medkem byl informován o aktivitách českého disentu v 70. letech. Ve Vyskytné pořádal teologické semináře a počátkem února 1977 se stal na výzvu Svatopluka Karáska signatářem Charty 77. Byl také aktivní ve Výboru na obranu nespravedlivě stíhaných. V roce 1981 byl zatčen a obviněn z podvracení republiky. Krajský soud v Českých Budějovicích ho odsoudil na tři roky vězení. Trest vykonal ve věznici v Plzni na Borech. Propuštěn byl v únoru 1984. Následovaly dva roky ochranného dohledu ve Vyskytné. Profesně byl tehdy lesním dělníkem. Pak přesídlil do Prahy, kde pracoval jako topič v podniku AXA. V období leden 1987 – leden 1988 byl mluvčím Charty 77. Byl rovněž angažován v Hnutí za občanskou svobodu a v evangelické církvi.
Po listopadu 1989 se zapojil do politiky. Byl aktivní v Občanském fóru v Pelhřimově a stal se i předsedou tamního MěNV. Ve volbách v roce 1990 byl zvolen do České národní rady za Občanské fórum. Mandát obhájil ve volbách v roce 1992, nyní za Křesťanskodemokratickou stranu (KDS), respektive za volební koalici ODS-KDS (volební obvod Jihočeský kraj). Zasedal ve výboru pro veřejnou správu, regionální rozvoj a životní prostředí jako jeho místopředseda.
Od vzniku samostatné České republiky v lednu 1993 byla ČNR transformována na Poslaneckou sněmovnu Parlamentu České republiky. Zde setrval do konce funkčního období parlamentu, tedy do voleb v roce 1996. Zasedal v poslaneckém klubu KDS a po sloučení této strany s ODS přešel od dubna 1996 do poslaneckého klubu občanských demokratů.
V senátních volbách roku 1996 kandidoval do horní komory parlamentu jako člen ODS za senátní obvod č. 15 - Pelhřimov. Získal 33 % a vyhrál 1. kolo, ale ve 2. kole ho porazil a senátorem se stal sociální demokrat Milan Štěch. Opětovně se o návrat do vysoké politiky pokusil v senátních volbách roku 2002, když kandidoval znovu na Pelhřimovsku za ODS. V 1. kole získal 27 % hlasů, ale ve 2. kole ho opět porazil Milan Štěch.
V období let 1997–2006 pracoval jako vedoucí odboru státní sociální podpory na úřadu práce v Pelhřimově. Potom byl v letech 2006–2010 vládním zmocněncem pro lidská práva (v této funkci nahradil svého známého Svatopluka Karáska). Od té doby je na penzi a stále žije ve Vyskytné. V roce 2002 mu byla udělena Medaile Za zásluhy.